# Hohe Heide
Mit Hohe Heide wird der vorwiegend aus Endmoränen bestehende, das Zentrum der Großlandschaft in Nordwest-Südost-Richtung passierende Höhenzug der Lüneburger Heide bezeichnet. Die naturräumliche Haupteinheit liegt, von Nordwest nach Südost, im Südwesten der Hansestadt Hamburg sowie in den niedersächsischen Landkreisen Harburg, Soltau-Fallingbostel (Heidekreis), Lüneburg, Uelzen, Celle und Gifhorn.
Die Hohe Heide beinhaltet, von Nordwest bis Südost, insbesondere die bis 155 m ü. NHN hohen Harburger Berge, die am Wilseder Berg 169 m hohen Wilseder Berge, die am Ahrberg 145 m  hohen Garlstorfer Berge, den Süsing (bis 117 m) und die an den halbinselartig ins Uelzener Becken vordringenden Wierener Bergen 136 m erreichende Hochfläche des Lüß. Es handelt sich um Endmoränen des Warthe-Stadiums der Saale-Eiszeit, das hier regional auch als Seeve-Stadium bezeichnet wird. Die an der Nahtstelle sogar etwas höhere (bis 123 m) Schneverdinger Endmoräne des etwas älteren Rehburger Stadiums (Drenthe-Stadium), die zwischen nordöstlich Schneverdingens und südwestlich Bispingens nach Süden abzweigt, wird demgegenüber bereits zur Südheide gezählt. Allerdings gibt es Gliederungen, die den höheren Nordteil der Letztgenannten mit zur Hohen Heide zählen.

## Naturräumliche Gliederung
Die naturräumliche Haupteinheit Hohe Heide gliedert sich zunächst einmal in zwei geomorphologisch verschiedene Teillandschaften, nämlich die Wilseder Endmoränen mit bewegtem Relief im Nordwesten und die vergleichsweise ebene Hochfläche des Lüß im Südosten.
Die Wilseder Endmoränen folgen in der Hauptsache einer Kammlinie, die über die nach Norden gerichteten Täler der Flüsse Schmale Aue/untere Seeve und Lopau/untere Luhe hinweg nach Südosten bis zum Nordrand des Uelzener Beckens zieht, wo die nicht mehr zugehörigen Ausläufer Emmendorfer Moränen auch noch von der Ilmenau durchbrochen werden. Sie zerfallen durch die südwest-nordöstlich verlaufenden Quertäler der Oberläufe von Seeve und Luhe in drei Schollen.
In der nachfolgenden, systematischen Auflistung sind Quasi-Zeugenberge der östlich benachbarten Haupteinheiten  Luheheide (644) und Uelzener und Bevenser Becken (643) sowie der westlich benachbarten Zevener Geest (634) der Übersicht halber in Kleinschrift aufgeführt:
- (zu 64 Lüneburger Heide)
  - 640 Hohe Heide (ca. 1370 km²[7][8])
    - 640.0 Wilseder Endmoränen (ca. 750 km²[8]), von Nordnordwest nach Südsüdost:
      - → Schwarze Berge, von West nach Ost:
        - 634.7 Tostedter Geest (singulär bis 101 m)
        - 640.00 Schwarze Berge (ca. 130 km²[9][8]), von Nord nach Süd:
          - Harburger Berge (Schwarze Berge im engeren Sinne; bis 155 m)
          - Lohberge (bis 129 m; südlich jenseits der B  75)

        - 644.0 Harburger Hügelland

      - → Wilseder und Garlstorfer Berge (ca. 330 km²), von Westsüdwest nach Ostnordost:
        - 641.13 Schneverdinger Endmoräne (bis 123 m)
        - 640.01 Wilseder Berge (ca. 180 km²[10][8] bis 169 m)
        - 640.02 Garlstorfer Berge (ca. 150 km²;[11] bis 145 m)
        - (zu 644.2 Toppenstedter Geest) Höllenberg (bis 93 m)
        - 644.5 Wetzer Berge (bis 80 m)

      - → Raubkammerheide, Lopauer Schweiz und Süsing (ca. 230 km²), von Westsüdwest nach Ostnordost:
        - 640.03 Raubkammer-Heide (ca. 70 km²)[11]
        - 640.04 Lopauer Schweiz (ca. 80 km²)[11]
        - 640.05 Süsing-Endmoränen (ca. 80 km²;[11] bis 117 m)
        - (zu 643.1 Emmendorfer Moränen)  Emmendorfer Moränen (Westflügel)

      - 640.06 Holthusener Hügelland (ca. 60 km²)[11]

    - → Lüß (640.1 Sprakensehler Endmoränen; inc. 641.19 ca. 620 km²[12][8])
      - 640.10 Lüßmoränen (bis 136 m)
      - 640.11 Lüßhochfläche, Südostabdachung der Moränen
      - 640.12 Bokeler Sander, kleinerer Sander im Osten
      - 641.19 Lüßplateau (Westabdachung; nominell der Südheide zugegliedert, geomorphologisch aber klar Teil des Lüß; bis 118 m)

### Schwarze Berge

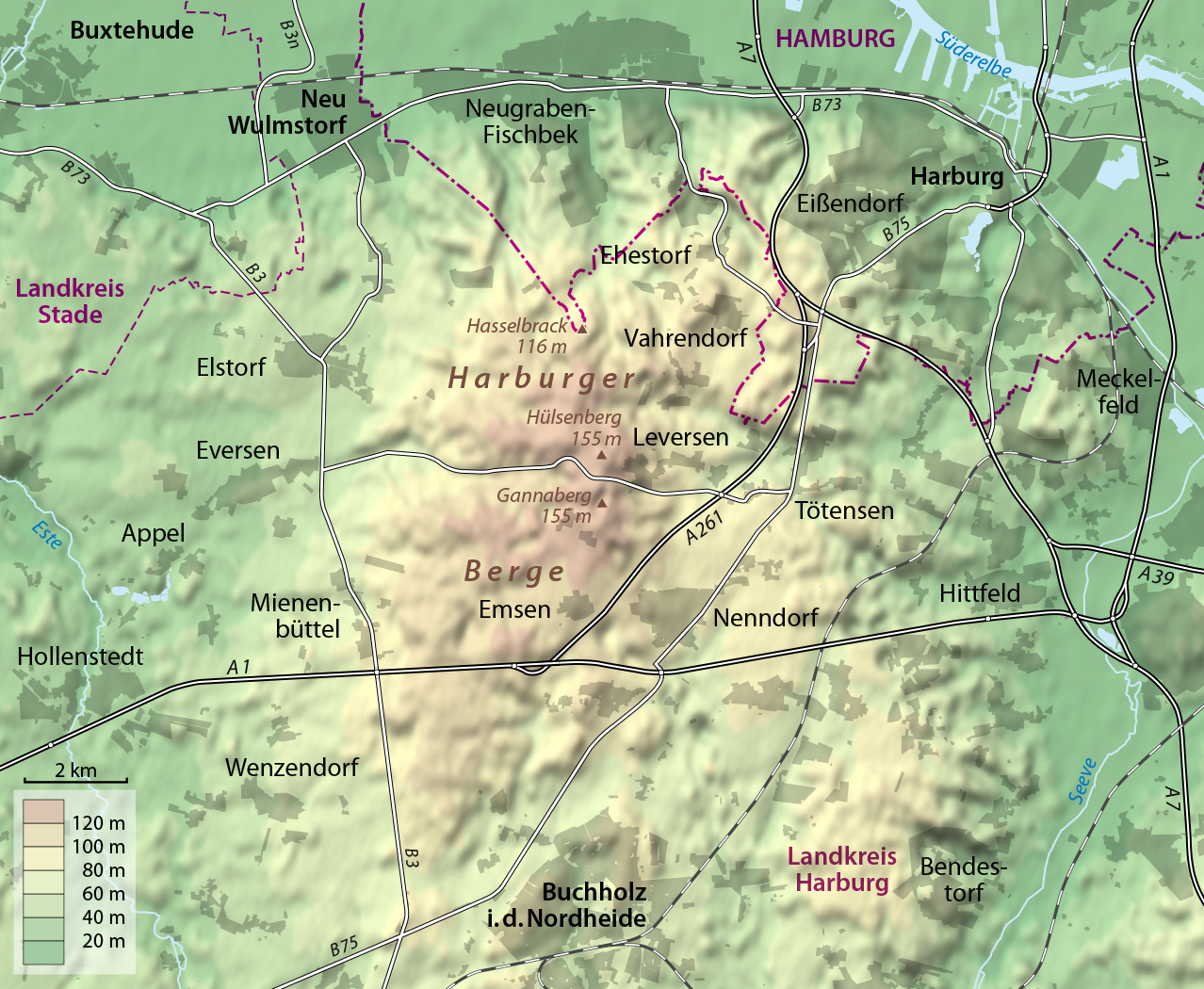
Harburger Berge, Nordteil der Schwarzen Berge

In Form eines auf seiner Spitze stehenden, gleichschenkligen Dreiecks trennen die Este nach Südwesten und die Seeve nach Südosten zusammen mit ihrem Vorfluter Elbe als Nordbegrenzung ein orographisches Gebiet ab, das durch den von Norden nach Süden verlaufenden Kamm der Schwarzen Berge (640.00) symmetrisch zweigeteilt wird. Eine Senke, in der, östlich der Kammlinie, Buchholz in der Nordheide liegt und über die auch Bundesstraße 75 und Eisenbahn verlaufen, trennt die beiden Waldgebiete der Harburger Berge (bis 155 m) im Norden und der deutlich weniger Fläche einnehmenden Lohberge (bis 129 m) im Süden. Beide Teil-Höhenzüge haben auffälligerweise ihre höchsten Erhebungen deutlich im Norden.
Die Ostseite der Schwarzen Berge flacht insgesamt allmählicher ab als der Westen und erreicht Flussniveau über die Stufe des schon zur Luheheide gerechneten Harburger Hügellandes (644.0). Letztgenanntes ist besiedelt und kann dank einer Flottlehmdecke landwirtschaftlich genutzt werden, während die Schwarzen Berge selber in ihren beiden Hauptteilen durchgehend bewaldet sind. Die größtenteils links der Este liegende Tostedter Geest (634.7) an der südlichen Westseite, die bereits zur Zevener Geest (634) und damit zur Großregion Stader Geest (63) gezählt wird, ist deutlich karger ausgestattet und auch flachwelliger. Singulär erreicht sie indes am nach Westen in die flache Wümmeniederung (631) ragenden Otterberg im Süden immerhin 101 m. Weiter nördlich gehen die Harburger Berge noch etwas abrupter in die Landschaften der Zevener Geest über.
In den Harburger Bergen liegen die Naturschutzgebiete Fischbeker Heide (762 ha, Nordwesthang) und Buchenwälder im Rosengarten (285 ha, zentral westlich); in den Lohbergen liegt ein 60 ha kleines um deren höchste Erhebung, den Brunsberg. Die Lohberge liegen zu großen Teilen im Naturpark Lüneburger Heide.

#### Erhebungen nordwestlich der Seeve
Folgende Erhebungen der Schwarzen Berge und ihrer unmittelbaren Ausläufer (Kleinschrift) sind erwähnenswert (in Klammern die Höhe über NHN und nachfolgend der jeweilige Naturraum):
- Hülsenberg (154,9 m)[14] – Harburger Berge
- Gannaberg (155 m) – Harburger Berge
- Die Diebeskuhlen (gut 134 m)[15] – Harburger Berge
- Brunsberg (129 m) – Lohberge
- Langer Stein (⊙; 129,0 m;[16] bei Vahrendorf) – Harburger Hügelland
- Kiekeberg (⊙; 127,1 m; bei Vahrendorf) – Harburger Hügelland
- Hasselbrack (116,2 m) – Harburger Berge
- Fistelberge (107,1 m)[17] – Harburger Berge
- Flidderberg (gut 106 m)[18] – Lohberge
- Otterberg (101 m;[19] „Zeugenberg“ westlich Otters, südwestlich der Lohberge) – Tostedter Geest
- Anhöhe östlich Sottorfs (100,7 m)[20] – Harburger Hügelland
- Klecker Wald (knapp 87 m;[21] Hünenbett im Klecker Wald) – Harburger Hügelland
- Sundern (82 m;[22] südöstlich Tötensens) – Harburger Hügelland
- Reiherberg (79,2 m[23]; nördlichster Harburger Berg) – Harburger Berge
- Hitzenberg (gut 54 m;[24] nordöstlichster Harburger Hügel bei Meckelfeld) – Harburger Hügelland

### Wilseder und Garlstorfer Berge
Geomorphologisch ist das in Höhenlagen größtenteils bewaldete Bergland südöstlich der Seeve, das sich bis zum Oberlauf der Luhe anschließt, den Schwarzen Bergen ähnlich. Es teilt sich durch die Talung der in Nordnordwestrichtung (zur Seeve) passierenden Schmalen Aue in zwei Höhenzüge, deren Relief fast spiegelbildlich zueinander verläuft. Die in Querrichtung schmaleren Nord(nordwest)teile bei Hanstedt verlaufen parallel zum Trennfluss, während die eher ein je rundes Gebiet einnehmenden Südteile etwas von der Achse entfernt liegen. Indes liegen in den Wilseder Bergen (640.01) die höchsten Erhebungen (Wilseder Berg: 169 m ü. NHN) im kompakteren Süd(südwest)teil, während der Norden 129 m nicht übersteigt. In den Garlstorfer Bergen, also östlich der Schmalen Aue, ist demgegenüber der Norden höher (Ahrberg: 143 m), während südöstlich davon im abgeflachten Gipfelbereich nur noch maximal 120 m erreicht werden.
Zwischen den südlicheren Teilen beider Höhenzüge liegt, dem Oberlauf der Schmalen Aue nach Nordwesten folgend, um die Orte Volkwardingen, Hörpel und Döhle sowie das östlicher gelegene Evendorf, eine gerodete und vergleichsweise fruchtbare Beckenlandschaft, die, wie die gesamte Talung des Flusses, zu den Garlstorfer Bergen gezählt wird. Die bis 117 m hohen Anhöhen südlich des Beckens werden, die erwähnte Symmetrie brechend, entsprechend ebenfalls zu den Garlstorfer Bergen gerechnet.
Insgesamt sind die Böden der Garlstorfer Berge etwas besser als die der Wilseder. Hier finden sich auch mehr Rodungsinseln mit Ortschaften in Höhenlagen, etwa Egestorf. Die meisten Höhendörfer übersteigen jedoch die Größe eines Weilers nicht – Undeloh in den Wilseder und Lübberstedt (Ortsteil von Gödenstorf) in den Garlstorfer Bergen gehören noch zu den größten. Erst am nominell nicht mehr zum Naturraum gehörenden Osthang der Garlstorfer Berge steigt die Siedlungsdichte spürbar an. Liegt Eyendorf noch im Grenzgebiet, so liegen die größeren Dörfer Salzhausen, das namensgebende Garlstorf und Toppenstedt bereits in einer deutlichen Randtalung der Toppenstedter Geest (644.2), die deren Hauptberg Höllenberg (93 m) abgrenzt.
Die Hauptbewaldung der Wilseder Berge geht nach Südwesten fließend in die Wümmeniederung (Haupteinheit 631) und, bei Schneverdingen, in die des Höpenbergs (120 m) über, der die erdgeschichtlich etwas ältere Schneverdinger Endmoräne (641.13, zur Südheide) einleitet. Die Landschaftskartierung des BfN gliedert den Höpenberg auch zu den Wilseder Bergen. Rein orographisch gehört auch der Nordostrand der Schneverdinger Endmoräne mit deren höchster Erhebung (123 m) sowie das naturräumlich der Raubkammerheide (640.03) zugeordnete Becken um Bispingen zum hier beschriebenen Gebiet.
Die Wilseder Berge liegen fast komplett im 234 km² großen Naturschutzgebiet Lüneburger Heide, das zusätzlich noch den Großteil der Schneverdinger Endmoräne sowie westliche Randniederungen umfasst und bei Egestorf knapp über die Schmale Aue tritt. Am Seevetal, der nordwestlichen Nahtstelle zum Harburger Hügelland und den Lohbergen, liegt das nur 5 ha kleine NSG Hangquellmoor bei Weihe. Die Landschaft liegt komplett im Naturpark Lüneburger Heide.

#### Erhebungen zwischen Seeve und Luhe
Folgende Erhebungen der Wilseder und Garlstorfer Berge sowie ihrer unmittelbaren Ausläufer (Kleinschrift) sind erwähnenswert (in Klammern die Höhe über NHN und nachfolgend der jeweilige Naturraum):
- Wilseder Berg (169,2 m[25]) – (südliche) Wilseder Berge
- Ahrberg (145 m[26]) – (nördliche) Garlstorfer Berge
- Hanstedter Berge (129 m[27];südwestlich von Hanstedt) – (nördliche) Wilseder Berge
- Anhöhe südwestlich Bispingens (123 m) –  Schneverdinger Endmoräne
- Höpenberg (120 m; Norden Schneverdingens) –  Schneverdinger Endmoräne
- Tütsberg (115 m}[28]; westlich Behringens) –  Schneverdinger Endmoräne
- Sommerberg (120 m;[29] südöstlich von Egestorf, jenseits der A 7) – (östliche) Garlstorfer Berge
- Worthberg (117 m[30]) – (südliche) Garlstorfer Berge
- Höllenberg (93 m[31] nordwestlich Salzhausens)  – Toppenstedter Geest
- Hambornsberg (lnapp 91 m;[32] westlich Südergellersens) – Wetzer Berge
- Rauhe Berge (80 m[33], Nordnordwestausläufer des Süsing südöstlich Salzhausens) – Wetzer Berge

### Raubkammerheide, Lopauer Schweiz und Süsing
Das Endmoränengebiet rechts (südöstlich) der Luhe ist, ähnlich wie seine nordwestliche Nachbarlandschaft (siehe vorherigen Abschnitt), auffällig symmetrisch zweigeteilt. Die Symmetrieachse bildet die von Süden der Luhe zufließende Lopau. Die Unterschiede in Relief und Bodenqualität sind hier indes deutlicher. Die von der Lopau aus nach Südwesten verlaufende Raubkammerheide (640.03) ist eine flachwellige, karge Ausraumlandschaft, während die von der Lopau aus sich nach Südosten ziehenden Süsing-Endmoränen über stark lehmhaltige Böden verfügen und ein insgesamt bewegteres Relief aufweisen. Freilich erreichen sie im Durchschnitt nicht die Reliefenergie der nordwestlicheren Teile der Hohen Heide. Wirklich steil sind vor allem die Hänge beiderseits der Lopau, denen in der Lopauer Schweiz (640.04) ein eigener Naturraum zugeordnet wurde.
Das nur durch die Landesstraße 233 Lüneburg–Ebstorf am Ostrand unterbrochene, zusammenhängende Waldgebiet des Süsing nimmt zwischen der Straße Betzendorf–Barnstedt im Norden, der L 234 zwischen (Rehlingen-)Diersbüttel und (Wriedel-)Wettenbostel im Westen und der Talung des Oechtringer Baches (zur Schwienau) im Süden eine Fläche von 36 km² ein. Indes setzt sich die Bewaldung auch westlich der L 234 nahtlos fort, und eine weitere Bewaldung auf derselben Hochfläche findet sich südwestlich Betzendorfs, am Timpenberg (115 m ü. NHN). Die höchste Höhe (117 m) wird unmittelbar westlich des Ortes, im gerodeten Bereich, erreicht. Insgesamt überragen die vielen Kuppen des Höhenzuges einander kaum. Steilere Hänge finden sich vor allem am Nordosthang des Hauptwaldes und am Osthang des Rodungsgebiets um (Hanstedt)-Velgen. Außerhalb der Hohen Heide verlängert sich der Kamm oder besser die angedeutete Streichrichtung des Süsings, das die der Garlstorfer Berge nach Südosten verlängert, in den das Uelzener Becken (643.0) nach Norden verriegelnden, allmählich an Gipfelhöhen abnehmenden  Emmendorfer Moränen (643.1), die jedoch fast komplett gerodet sind.
Westlich von Diersbüttel bricht die Hochfläche abrupt ab und geht in die Steilhänge der Lopauer Schweiz über, die die Lopau in ihrem Weg nach Norden von Lopau über Bockum und Rehlingen bis Amelinghausen begleitet. Speziell an ihrem Westflügel, zu dem auch die Orte Dehnsen und Ehlbeck noch knapp gerechnet werden, verfügt die Lopauer Schweiz auch über vergleichsweise eigenständige Erhebungen, die bis um 100 m erreichen.
Die Raubkammerheide im Westen ist in ihrem Kerngebiet unbesiedelt und erreicht maximal 111 m. Eine höhere Reliefenergie erreicht sie nur im Nordwesten, zum Tal der oberen Luhe. Ganz im Westen, zwischen dem von Südwesten kommenden Luhe-Quelllauf und der von Nordwesten kommenden Brunau, wird auch die etwa 15 km² große Beckenlandschaft um Bispingen und Behringen zur Raubkammerheide gezählt, ebenso das sich nordöstlich anschließende, schmale Tal der Luhe. Gerade für das Bispinger Becken mutet der Begriff „Hohe“ Heide etwas seltsam an, denn die mit bis 123 m hier deutlich höhere Schneverdinger Endmoräne (641.13) der namentlichen Südheide verriegelt dieses Becken und überragt es um gut 40 Höhenmeter.
Südwestlich von Lopauer Schweiz und Süsing flacht die Landschaft, zur Nahtstelle zum Lüß hin, allmählich ab. Das Holthusener Hügelland (640.06) mit Wettenbostel im äußersten Norden, Wulfsode im äußersten Westen, Wriedel im Süden und Hanstedt im Osten verfügt im Grunde nur über zwei eigenständige Erhebungen, nämlich den Westberg (104 m) im Nordwesten und die Wendberge (98 m) im Nordosten.  Zwischen beiden Anhöhen und ihren Südabdachungen verläuft die L 234 mit dem namensgebenden Holthusen I und Wriedel. Die Wendberge sind als einziger Teil des Hügellandes bewaldet; ihre Bewaldung geht nach Norden, nur durch das Tal des Oechtringer Bachs getrennt, fließend in die des Süsing über. Sein Vorfluter Schwienau markiert in etwa die Grenze zum Lüß.
In der Raubkammerheide nahe Bispingen liegt das 8 ha kleine Naturschutzgebiet Söhlbruch. Im Holthusener Hügelland liegen die Naturschutzgebiete Wettenbosteler Moor (12 ha) im Norden und Arendorfer Moor (81 ha) im Süden, je an den Randtälern. Nur Randanteile am Norden des Süsing hat das insgesamt 310 ha große NSG Barnstedt-Melbecker Bach. Der Nordwesten der Raubkammerheide, der nördliche Großteil der Lopauer Schweiz und der äußerste Nordwesten der Süsing-Endmoränen liegen  im Naturpark Lüneburger Heide.

#### Erhebungen zwischen Luhe und Schwienau
Folgende Erhebungen der Naturräume Raubkammerheide, Lopauer Schweiz, Süsing und Holthusener Hügelland sowie ihrer unmittelbaren Ausläufer (Kleinschrift) sind erwähnenswert (in Klammern die Höhe über NHN und nachfolgend der jeweilige Naturraum):
- Betzendorfer Berg (gut 117 m;[35] unbewaldeter nördlicher Süsing-Randberg westlich Betzendorfs) – Süsing-Endmoränen
- Glüsinger Berg (115,6 m; Norden des Süsing-Hauptwaldgebiets, südöstlich (Betzendorf-)Glüsingens) – Süsing-Endmoränen
- Timpenberg (115,2 m; separates Waldgebiet des Süsing im Nordwesten) – Süsing-Endmoränen (westlich vom Haupt-Waldgebiet abgetrennt)
- Tellmer Berg (113,3 m; Westen des Süsing-Hauptwaldgebiets, südöstlich von (Betzendorf-)Tellmer) – Süsing-Endmoränen
- Hützeler Berg (111 m; östlich Bispingens) – Raubkammerheide
- Finkenbusch (110 m;  Süsing-Westausläufer westlich der L 234 und (Wriedel-)Wettenbostels) – Süsing-Endmoränen[36]
- Eschenberg (109 m; bei Hohenbünstorf) – Emmendorfer Moränen (Westflügel)
- Hellkuhlenberg (108,3 m; Nordosten des Süsing-Hauptwaldgebiets, nah der L 233) – Süsing-Endmoränen
- Westberg (104 m;[37] Westen des Holthusener Hügellandes, nordwestlich Holthusens) – Holthusener Hügelland
- Fuchsberge (Dickloh; 102 m;[38] Westen der Lopauer Schweiz, südlich Ehlbecks) – Lopauer Schweiz (Westflügel)
- Lindenberg (102 m[39]; östlich Barums, unmittelbar am Durchbruch der Ilmenau) – Emmendorfer Moränen (Westflügel)
- Schierbusch (gut 100 m;[40] östliche Süsing-Randhöhe südöstlich (Hanstedt-)Velgens, jenseits der L 233) – Süsing-Endmoränen
- Wendberge (98 m;[41] Nordosten des Holthusener Hügellandes, nordwestlich Hanstedts; Bewaldung an die des Süsing südlich anschließend) – Holthusener Hügelland
- Voßberg (98 m; nordwestlich Lopaus)  – Lopauer Schweiz (Westflügel)
- Anhöhe im Mührgehege (83 m[42]; westnordwestlich Oetzens) – Emmendorfer Moränen (Ostflügel)
- Kronsberg (81 m; nordwestliche Süsing-Randhöhe und Stadtberg Amelinghausens mit AT)  – Lopauer Schweiz (Ostflügel)

### Lüß
Der Lüß, naturräumlich auch Sprakensehler Endmoränen (640.1), nimmt knapp die südöstliche Hälfte der Hohen Heide in den Landkreisen Uelzen, Gifhorn und Celle ein. Der Moränenbogen ihrer Kernlandschaft Lüßmoränen (640.10) als südöstliche Haupteisgrenze des Warthe-Stadiums verläuft, als vergleichsweise scharfe Randgrenze des Uelzener Beckens (643.0), zunächst unmittelbar westlich Ebstorfs, Stadorfs, Groß Süstedts, Gerdaus, Bargfelds, Bahnsens, Suderburgs und Hösseringens südwärts. Von hier aus verläuft er dann in einem Bogen im Uhrzeigersinn um den Blauen Berg (128 m ü. NHN) in der Summe ostwärts, um Stadensen und Nienwohlde südlich zu umkreisen und noch einmal in einem Bogen im Uhrzeigersinn um die mit knapp 136 m noch einmal etwas höheren Wierener Berge herum, an Nettelkamp und dem namensgebenden Ort Wieren vorbei, bis unmittelbar nördlich Bad Bodenteichs zu streichen.
Der Weiler Breitenhees – wie die letztgenannten Orte inklusive Suderburgs und Wierens heute Teil der Gemeinde Wrestedt – liegt zentral auf den Lüßmoränen; unmittelbar westlich des Ortes liegt im Wald Dülloh der mit gut 136 m höchste Punkt der Lüßmoränen und des Lüß überhaupt. Etwa 8,5 km westlich davon liegt der mit 130 m nur wenig niedrigere Lüßberg, der insgesamt zentrale Berg des Lüß; die Scharte zwischen beiden Kuppen liegt etwas über 120 m, was den Hochflächencharakter unterstreicht.
Die Westgrenze der Lüßmoränen verläuft weniger scharf als die Ostgrenze und ist im Relief kaum erkennbar. Westlich einer Linie, die, von Nord nach Süd, knapp westlich der Orte Ellerndorf, Eimke, Wachtenbeck und Unterlüß verläuft, zeigt sich der naturräumliche Wechsel zum Lüßplateau (641.19) vor allem durch die Bodengüte, die auch im Unterwuchs der heutigen Kiefernforste erkennbar ist. Während die sandig-lehmigen Böden der Lüßmoränen durch typische Begleitpflanzen des hier natürlichen Buchen-Traubeneichen-Waldes erkennbar werden, deuten die Heideflächen des Lüßplateaus die deutlich kargeren und sauren Böden der Westabdachung an. Das Plateau ist auch, anders als die Moränen, in nennenswertem Umfange durch oberflächennahe Gewässer zertalt. Dieses sind, von Nord nach Süd, vor allem die Schmarbeck, die Sothrieth und der Weesener Bach. Nördlich der Bäche ist das Plateau auffällig durch das – nicht mehr zugehörige – Kiehnmoor eingeschnitten, das einen Nordteil bei Brambostel abtrennt. Vom Gebiet des Moores aus nach Osten verläuft die Gerdau, die auch den äußersten Norden der Moränen orographisch abtrennt. Nach Westen fällt das Lüßplateau steil zum Urstromtal der Örtze ab; eindrucksvoll insbesondere der 118 m hohe Haußelberg zwischen den Tälern von Sothrieth und Weesener Bach.
Südwestlich einer Linie  von südlich Unterlüß über Weyhausen, Blickwedel, Lüsche und Repke bis (Dedelstorf-)Oerrel geht der Lüß allmählich in die Sanderflächen der Südheide über, wobei die Grenze in der Nähe der Talbildungsgrenze der Bäche Lutter, Schmalwasser, Lachte und Schwarzwasser zu suchen ist. Der Teil südöstlich einer Linie, die etwa von Blickwedel bis Bokel im Nordosten geht, bildet als Lüßhochfläche (640.11) einen eigenen Naturraum am Übergang der Moränen zu den Sandern. Hier steigt die Bodenqualität merklich von West nach Ost an; so ist um den Ort Sprakensehl im nördlichen Westen herum nur sparsam gerodet, während um Hankensbüttel im Osten, begünstigt durch lehmigere Böden und Flottsand, bereits ertragreiche Ackerflächen vorherrschen.
Unmittelbar um Bokel im Osten des Lüß herum schneidet sich, etwa 20 m niedriger als die angrenzenden Landschaften von Lüßmoränen und -plateau, jedoch das sich südöstlich anschließende Schweimker Moor der Gose-Ise-Sandebene (641.4) deutlich überragend, der Bokeler Sander (640.12) halbinselartig ein. Südlich dieses Sanders verläuft die Ostgrenze des Lüß zur Sandebene und zu den sich südlich anschließenden Südheidemooren (641.3) vergleichsweise steil und scharf und ohne eine solche Zwischenstufe.
Im Norden der Lüßmoränen liegt das Naturschutzgebiet Mönchsbruch (398 ha), im Nordosten das NSG Holdenstedter Teiche (57 ha). Nur zu minimalen Randanteilen greift das NSG Bornbachtal (insgesamt 283 ha) am Nordostrand, zwischen Blauem Berg und Wierener Bergen, in den Naturraum über. Am Westrand des Bokeler Sanders liegt das nur 2 ha kleine NSG Bullenkuhle, an der südlichen Nahtstelle des Sanders zur Lüßhochfläche das NSG Bokeler Heide (19 ha). Am östlichen Südrand der Hochfläche liegt das NSG Schnuckenheide (20 ha), weiter nordwestlich greifen die größtenteils in der Südheide liegenden Naturschutzgebiete Obere Lachte, Kainbach, Jafelbach  und Lutter (insgesamt 1090 und 2435 ha) nur minimal in die Hochfläche. Am Lüßplateau liegen das zweiteilige NSG Heideflächen mittleres Lüßplateau (293 ha) sowie der Großteil des NSG Weesener Bach (insgesamt 348 ha).

#### Erhebungen des Lüß
Folgende Erhebungen des Lüß sind erwähnenswert (in Klammern die Höhe über NHN und nachfolgend der jeweilige Naturraum):
- Anhöhe im Dülloh (gut 136 m[43]; unmittelbar westlich des Weilers Breitenhees; zentraler Berg der Lüßmoränen) – Lüßmoränen
- Wierener Berge (knapp 136 m;[44] halbinselartig ins Uelzener Becken ragender Lüß-Randberg südwestlich Wierens; höchster Gipfel heißt Hoher Berg) – Lüßmoränen
- Lüßberg (130 m; zentraler Berg des Lüß östlich von Unterlüß) – Lüßmoränen
- Blauer Berg (128 m;[44] halbinselartig ins Uelzener Becken ragender Lüß-Randberg südöstlich Suderburgs) – Lüßmoränen
- Haußelberg (118 m; westlicher Lüß-Randberg, nördlich des Weesener Bachs und südlich der Sothrieth) – Lüßplateau
- Eicksberg (107 m;[45] westlicher Lüß-Randberg, südlich des Weesener Bachs) – Lüßplateau
- Thonhopsberg (104 m; nordwestlicher Lüß-Randberg nordwestlich Ellerndorfs) – Lüßmoränen
- Bokelsberg (103 m; südöstlichster Lüß-Randberg, unmittelbar nordwestlich des Oerreler Moores) – Lüßhochfläche
- Faßberg (93 m; westlicher Lüß-Randberg, nördlich von Sothrieth und Landwehrbach, nordöstlich von Faßberg) – Lüßplateau
- Wittenberg (93 m; östlicher Lüß-Randberg östlich Bokels) – Bokeler Sander
- Bosenberg (93 m;[46] Lüß-Randberg nordöstlich der Eisenbahn, unmittelbar westlich Ebstorfs) – Lüßmoränen
  - Bullenberg (78 m, Südsüdwestausläufer)
- Lerchenberg (92 m;[47] östlicher Lüß-Randberg zum Uelzener Becken nordöstlich Dreilingens) – Lüßmoränen

## Globalere Berge
Folgende Erhebungen der Hohen Heide sind höchster Berg eines orographischen Teil-Höhenzuges oder aber zumindest besonders dominant oder (mindestens halbseitig) prominent (in Klammern die Höhe über NHN und nachfolgend der jeweilige Naturraum):
- Wilseder Berg (169,2 m) – Wilseder Berge
- Hülsenberg (154,9 m) – Harburger Berge
- Ahrberg (145 m) – Garlstorfer Berge
- Anhöhe im Dülloh (gut 136 m; zentraler Berg der Lüßmoränen) – Lüßmoränen
- Wierener Berge (knapp 136 m; halbinselartig ins Uelzener Becken ragender Lüß-Randberg südwestlich Wierens) – Lüßmoränen
- Brunsberg (129 m) – Lohberge
- Blauer Berg (128 m; halbinselartig ins Uelzener Becken ragender Lüß-Randberg südöstlich Suderburgs) – Lüßmoränen
- Haußelberg (118 m; westlicher Lüß-Randberg, nördlich des Weesener Bachs und südlich der Sothrieth) – Lüßplateau
- Betzendorfer Berg (gut 117 m; nördlicher Süsing-Randberg westlich Betzendorfs) – Süsing-Endmoränen
- Bokelsberg (103 m; südöstlichster Lüß-Randberg, unmittelbar nordwestlich des Oerreler Moores) – Lüßhochfläche (ist nicht höchste Erhebung des Naturraums!)